# Sousoší Ukřižování (Velká Jesenice)
Sousoší Ukřižování je situováno uprostřed hřbitova ve Velké Jesenici v okrese Náchod. Socha je od 9. března 1995 chráněna jako kulturní památka. Národní památkový ústav tuto sochu uvádí v katalogu památek pod rejstříkovým číslem ÚSKP 68395/6-5840. 